# Île aux Flamants
L'île aux Flamants est un banc de sable côtier situé à l'est de l'île principale de la république de Maurice. Il constitue l'un des parcs nationaux du pays.